# La vida por delante (novela)
La Vie devant soi (La vida por delante) es una novela de Émile Ajar (Romain Gary) publicada por Mercure de France  el 14 de septiembre de 1975 que obtuvo el Premio Goncourt.

## Resumen
Madame Rosa es una antigua prostituta judía de cerca de 70 años que sobrevivió al campo de concentración de Auschwitz y que se gana precariamente la vida dando albergue en su casa de París a los hijos no deseados de las prostitutas del barrio. En ella Momo, un joven árabe, narra su historia y la acompaña en sus últimos días.

## Adaptaciones

### Cine
Madame Rosa, de Moshé Mizrahi, 1977

### Teatro
La vida por delante por Xavier Jaillard, 2007

### Televisión
La vida por delante por Myriam Boyer, 2010,  Arte
- Datos: Q700288